# Hochwildehaus

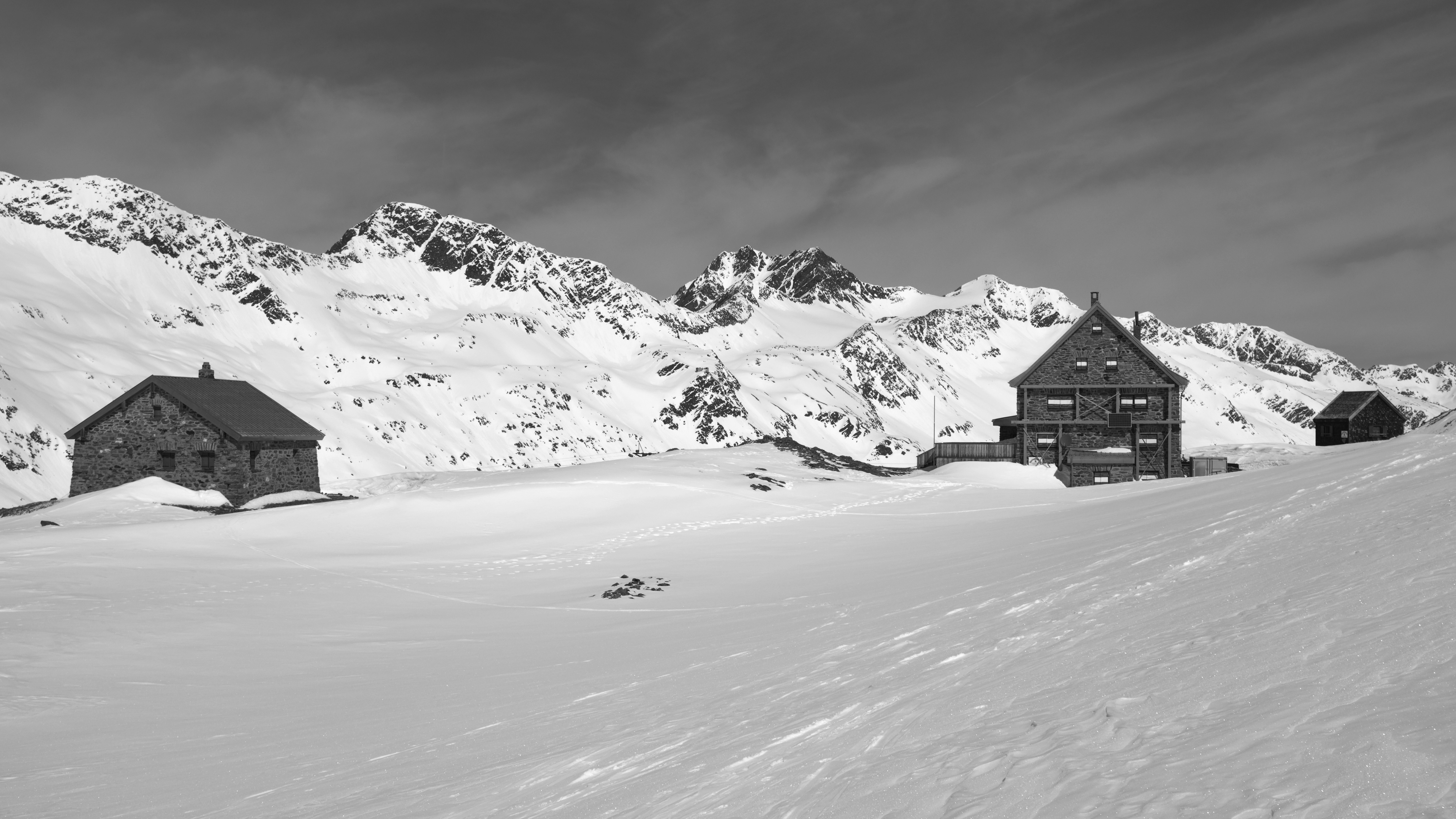
Hochwildehaus (Mitte) mit der 2014 angebrachten Stützkonstruktion. Links Fidelitashütte, rechts ein altes Zollhaus.

Das Hochwildehaus ist eine Alpenvereinshütte der Sektion Karlsruhe des Deutschen Alpenvereins. Sie liegt am Ostrand des Gurgler Ferners am Steinernen Tisch im Schwärzenkamm neben der alten Fidelitashütte in den Ötztaler Alpen. Seit 2016 ist sie auf unbestimmte Zeit geschlossen.

## Geschichte
Das Hochwildehaus wurde in den Jahren 1938/39 erbaut. Es wurde neben der 1896 gebauten unbewirtschafteten Fidelitashütte errichtet. Letztere dient heute dem Hochwildehaus als Winterraum und Selbstversorgerhütte für 12 Personen. Ab 2011 wurden am Hochwildehaus zunehmende Bauschäden dokumentiert. Als Grund gilt das von der Globalen Erwärmung verursachte Tauen des Permafrostbodens, auf dem das Haus gegründet wurde. Eine 2014 errichtete Stützkonstruktion sicherte es vorübergehend. 2016 erfolgte aus Sicherheitsgründen die Schließung.
Das Hochwildehaus bleibt aufgrund irreparabler Schäden bis auf Weiteres geschlossen. 2020/2021 finden geologische Erkundungen des Lehrstuhls für Hangrutschungen der TU München Prof. Krautblatter statt.

## Hüttenanstieg
Der Aufstieg erfolgt von Obergurgl (1927 m, Gehzeit bis zur Hütte: 5 Stunden) zunächst zur Langtalereckhütte (2430 m). Hinter der Hütte führt der Weg zunächst kurz hinab in das Langtal, über eine gute Brücke und auf der anderen Seite westwärts sehr steil hinauf, am Felsrücken des Schwärzenkamms empor und auf die Moräne des Gurgler Ferners. Vorbei an der Abzweigung Richtung Obergurgl und an einem kleinen See, zuletzt etwas steiler hinauf zur Hütte.

## Übergänge
- Zur Langtalereckhütte (2430 m): zurück auf dem Hüttenanstieg.
- Zum Ramolhaus (3006 m): Zunächst auf dem Hüttenweg zurück. Auf den Weg Richtung Piccard-Brücke bzw. Ramolhaus abbiegen. Zur Piccard-Brücke über Gletscherschliefplatten absteigen und die Brücke bzw. den Gurgler Ferner überqueren. Auf der anderen Seite dem versicherten Weg folgen. Der Weg führt danach nur mäßig steil in Richtung Norden, später zweigt er recht steil nach links ab und trifft auf den Hüttenanstieg von Obergurgl. Auf diesem in einem Bogen zu der schon seit weitem sichtbaren Hütte.
- Zum Eishof.
- Zur Martin-Busch-Hütte.
- Zur Stettiner Hütte (Höhe 2895 m) über Nördliche Hochwilde (3461 m) in 6 Stunden.

## Tourenmöglichkeiten
- Hochwilde (Nordgipfel 3461 m, Südgipfel 3482 m; 4 Stunden)
- Annakogel (3336 m; 2 Stunden)
- Schwärzenkamm (2980 m; 1 Stunde)
- Bankkogel (3309 m; 3 Stunden)
- Falschunggspitze (3363 m; 3½ Stunden)
- Karlesspitze (3465 m; 4½ Stunden): über das Querkogeljoch
- Querkogel (3448 m; 4 Stunden): über das Kleinleitenjoch
- Schalfkogel (3540 m; 4 Stunden): vom Schalfkogeljoch über den Südgrat
- Firmisanschneide (3491 m)